# Arp 179
Arp 179 ist eine Galaxie im Sternbild des Eridanus. Die Galaxie besitzt einen weit ausschweifenden Arm. Halton Arp gliederte seinen Katalog ungewöhnlicher Galaxien nach rein morphologischen Kriterien in Gruppen. Diese Galaxie gehört zu der Klasse Galaxien mit schmalen Filamenten.